# Kirkiszki
Kirkiszki (biał. Кіркішкі, Kirkiszki; ros. Киркишки, Kirkiszki) – chutor na Białorusi, w obwodzie grodzieńskim, w rejonie ostrowieckim, w sielsowiecie Michaliszki.

## Warunki naturalne
Chutor położony jest nad Straczą, pomiędzy Naroczańskim Parkiem Narodowym a Rezerwatem Krajobrazowym Jeziora Soroczańskie.

## Historia
W dwudziestoleciu międzywojennym zaścianek leżący w Polsce, w województwie wileńskim, w powiecie święciańskim, w gminie Aleksandrowo/Żukojnie.
Po II wojnie światowej w granicach Związku Sowieckiego. Od 1991 w niepodległej Białorusi.